# Marco Tschudi
Marco Tschudi (* 28. Mai 1981) ist ein Schweizer Poolbillardspieler. Er wurde 2006 Vize-Europameister.

## Karriere
Bei der Jugend-Europameisterschaft gewann Tschudi 1997 Bronze im 9-Ball der Schüler.
Im September 2002 wurde er Neunter bei der IBC US Championship.
2004 wurde er Schweizer Meister im 9-Ball der Herren.
Bei der 9-Ball-WM desselben Jahres kam er auf den 65. Platz.
Bei der EM 2006 erreichte Tschudi den 9-Ball-Final, unterlag dort jedoch dem Deutschen Ralf Souquet.
Im Mai desselben Jahres kam er bei den Germany Open in den Achtelfinal und bei den BCA Open auf den 13. Platz.
Im November 2006 erreichte er den Sechzehntelfinal der 9-Ball-WM und schied dort gegen Konstantin Stepanow aus.
Bei den Spain Open im Dezember unterlag er im Viertelfinal dem Österreicher Martin Kempter.
Im April 2007 gewann Tschudi bei den Italy Open seine erste Euro-Tour-Medaille, nachdem er im Halbfinal gegen den späteren Sieger des Turniers, Christian Reimering, verloren hatte.
Bei der 9-Ball-WM 2007 schied er in der Runde der letzten 64 gegen Alain Martel aus.
Im Februar 2008 erreichte Tschudi den Halbfinal der French Open und verlor dort gegen Reimering.
Bei der EM 2008 kam er sowohl im 14/1 endlos als auch im 9-Ball auf den 17. Platz.
Bei der 10-Ball-WM hingegen schied er bereits in der Vorrunde aus.
Im August 2009 gewann Tschudi in Spring Hill ein Turnier der South East Open Tour.
2010 wurde er bei den Gstaad Swiss Open und bei den Benelux Open Dritter.
Im Januar 2010 gewann er in Houston ein Turnier der Lone Star Billiards Tour.
Bei den Paris Open 2012 wurde er Fünfter.
In der Saison 2008/09 wurde Tschudi mit dem BC Sindelfingen Deutscher Meister und belegte dabei gemeinsam mit Benjamin Baier und Jörn Kaplan den ersten Platz in der Einzelrangliste.
Gemeinsam mit Dimitri Jungo bildete Tschudi zweimal das Schweizer Team beim World Cup of Pool. Sie erreichten 2007 den Viertelfinal und 2008 den Achtelfinal.
Mit der Schweizer Nationalmannschaft erreichte Tschudi 2010 den Viertelfinal der Team-Weltmeisterschaft.